# Braço de Chilia

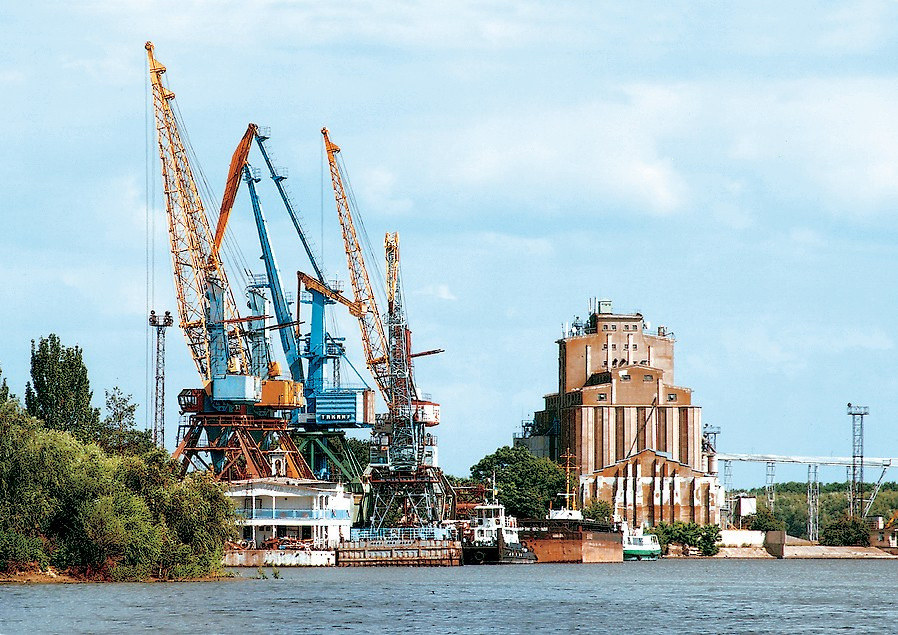
Porto de Chilia

O Braço de Chilia (em romeno:  Braţul Chilia; em ucraniano:  Кілійське гирло) é uma ramificação do  rio Danúbio, que contribui para formar o delta do Danúbio.
Os outros dois braços principais do Danúbio são o braço de Sulina [en] e o braço de Sfântu Gheorghe [en].
O braço de Chilia começa na ilhota de Ismail e tem 104 km de comprimento. A vazão na entrada do delta é de 6350 m3/s. De toda esta vazão de entrada, 58% a 60% vem do Braço de Chilia.